# Waldwasserläufer

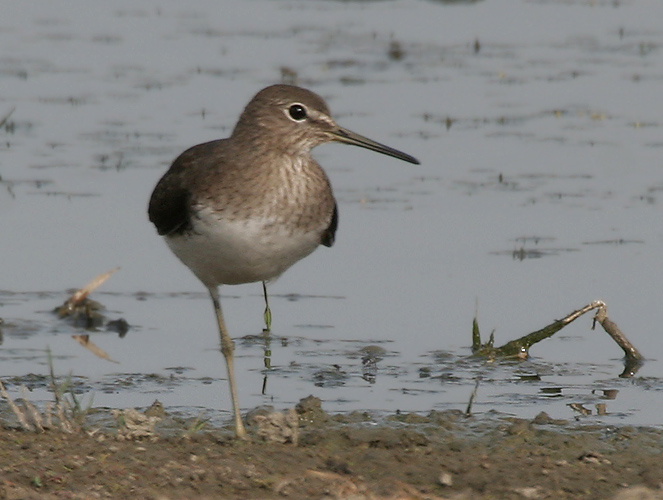
Waldwasserläufer

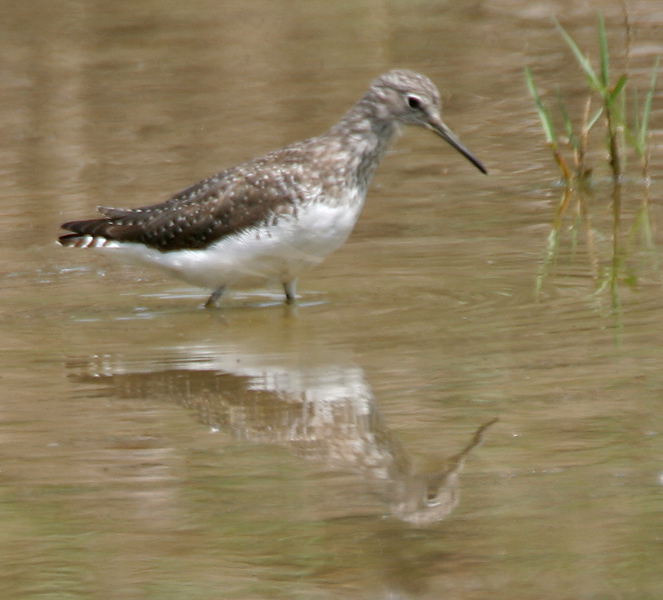
Waldwasserläufer

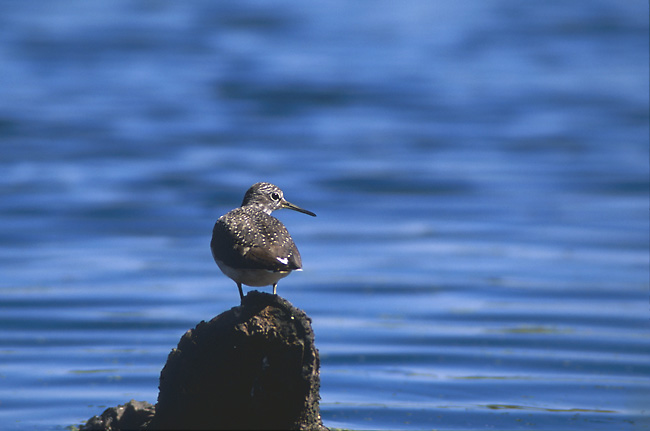
Waldwasserläufer

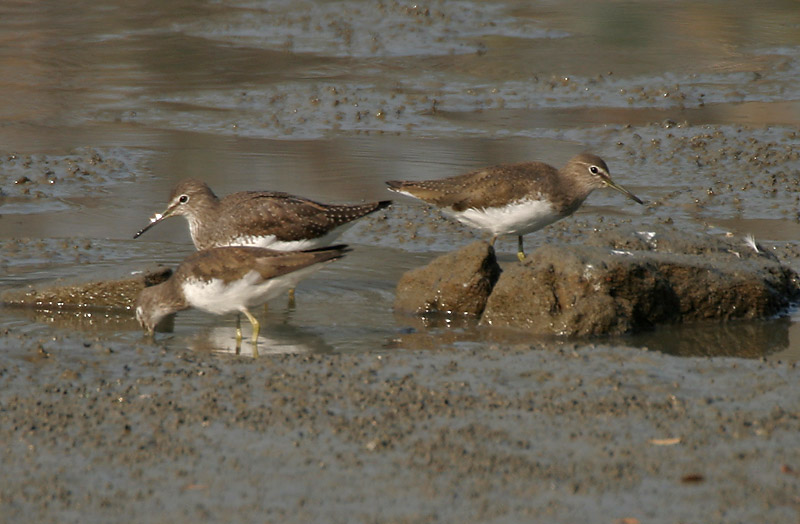
Waldwasserläufer

Der Waldwasserläufer (Tringa ochropus) ist eine Art aus der Familie der Schnepfenvögel. Es werden keine Unterarten unterschieden. Der Waldwasserläufer ist ein Brutvogel der borealen Nadelwaldzone Eurasiens, der in Mitteleuropa unter anderem auch in Deutschland und Polen brütet.

## Merkmale
Der 21 bis 24 cm lange Waldwasserläufer ist zwischen 50 und 80 g schwer und hat eine Flügelspannweite von 41 bis 46 cm. Er hat eine plumpe Körpergestalt und einen langen, schwärzlichen Schnabel. Das Gefieder ist auf der Oberseite dunkelbraun und zeigt ein rahmfarbenes Fleckenmuster, das im Winter nur schwach ausgeprägt ist. Kopf und Hals weisen graubraune Strichelungen auf. Die breite, weiße Schwanzwurzel und die schwarz gebänderte Schwanzspitze sind charakteristisch für den Vogel. Im Flug sind der weiße Schwanz mit dunklen Endbinden und der dunkle Unterflügel zu sehen.
Genauere Angaben zur Sterblichkeit liegen nicht vor. Die höchsten durch Wiederfänge belegten Altersangaben sind 11 Jahre sowie 11 Jahre und 6 Monate.

## Vorkommen

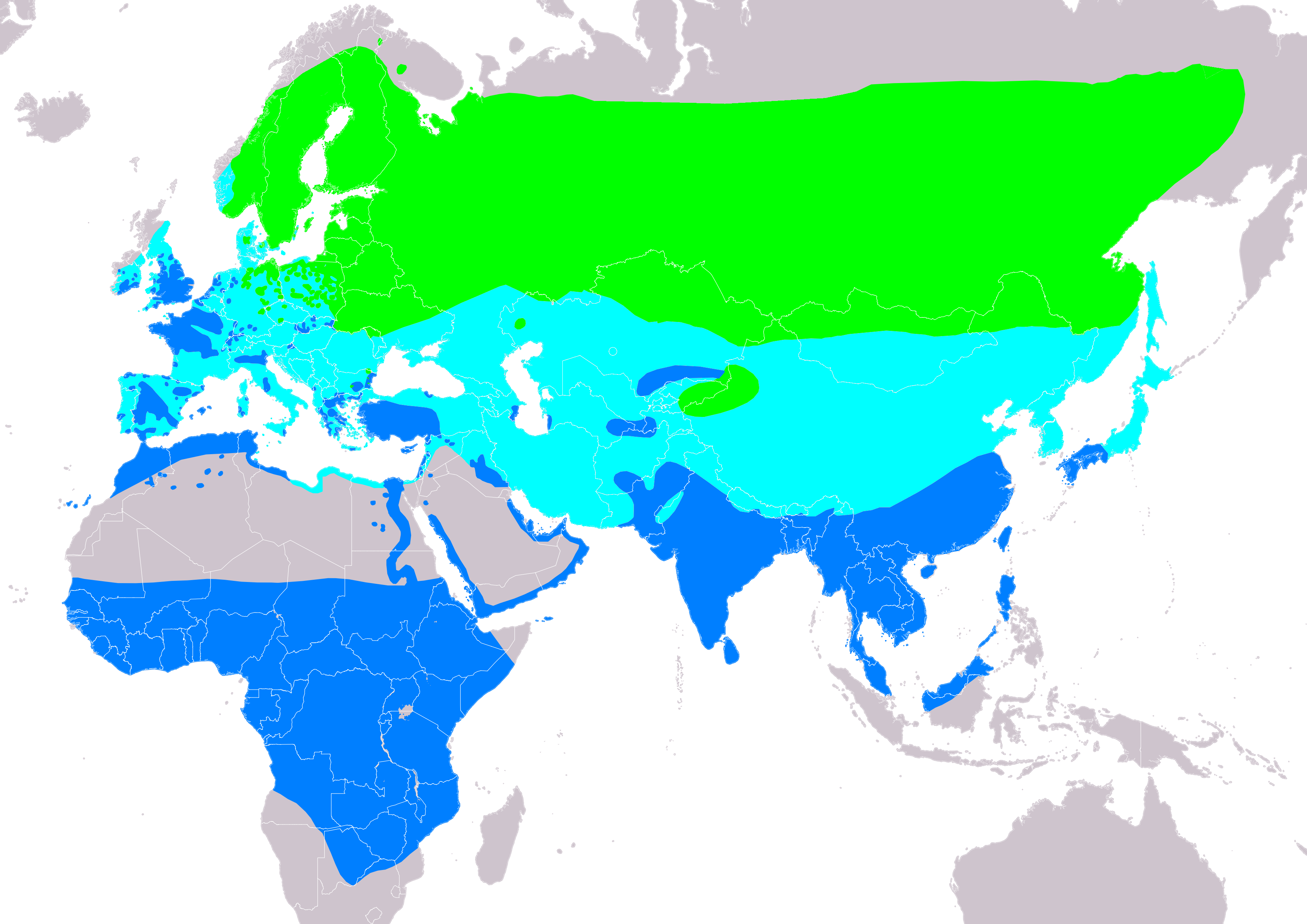
Verbreitung des Waldwasserläufers:
Brutgebiete
Migration
Überwinterungsgebiete

Der Waldwasserläufer brütet im Sommer in der Nadelwaldzone von Skandinavien und Ostdeutschland bis nach Ostsibirien. Er lebt in großflächigen, feuchten Bruchwäldern und Hochmooren. Der Aufenthalt im Brutgebiet beschränkt sich auf die Jungenaufzucht und dauert oft nur zwei Monate. Beim Vogelzug sind sie selbst an kleinsten, meist deckungsreichen Wasserstellen zu finden. Den Winter verbringt er teilweise in Mitteleuropa, vorwiegend aber in Zentralafrika und dem südlichen Asien.
Der Waldwasserläufer ist ein Kurz- bis Langstreckenzieher. Zu seinen Überwinterungsquartieren zählt das atlantische Westeuropa, das Mittelmeergebiet, Vorderasien, das tropische Afrika, Arabien sowie Südasien. Auch in Mitteleuropa überwintern Waldwasserläufer regelmäßig und erscheinen dann in den Niederlanden, Belgien, Deutschland sowie der Schweiz. Einzelne überwinternde Waldwasserläufer werden auch weiter östlich beobachtet. Der Wegzug skandinavischer Brutvögel beginnt ab Juni und damit ungewöhnlich früh. In den tropischen Regionen Afrikas überwinternde Vögel treffen dort ab Anfang August ein. Im September sind sie im tropischen Afrika bereits sehr häufig zu beobachten. Der Rückzug beginnt im März und auch in Mitteleuropa überwinternde Vögel verlassen ihre Überwinterungsquartiere ab März beziehungsweise ab Anfang April.
Der Zug erfolgt in breiter Front durch das Binnenland, wobei er sich weitgehend an Süßwasser aufhält. Größere Ansammlungen an einzelnen Rastplätzen oder seinen Überwinterungsquartieren werden nicht beobachtet.

## Lebensraum
Der Waldwasserläufer brütet in baumbestandenen Mooren, feuchten Bruch- und Auwäldern sowie waldbestandenen Ufern von stehenden und langsam fließenden Gewässern. Außerhalb der Brutzeit ist er an einer Vielzahl von Gewässertypen des Binnenlandes anzutreffen. Er ist dann auch an Kleinstgewässern wie beispielsweise Viehtränken, Torfstichen, Wiesengräben und Kanalufern anzutreffen.

## Verhalten
Der dämmerungsaktive Waldwasserläufer wippt ständig mit dem Schwanz und beim Auffliegen oder auf dem Zug ist der Ruf ein lautes »PLÜit-tuit-tuit«. Er ernährt sich von Wasserinsekten, Krebstieren und auch kleinen Fischen.

## Fortpflanzung
Der Waldwasserläufer kann bereits im 1. Lebensjahr brüten, die meisten Erstbrüter sind aber bereits im zweiten Lebensjahr. Waldwasserläufer führen eine monogame Saisonehe.

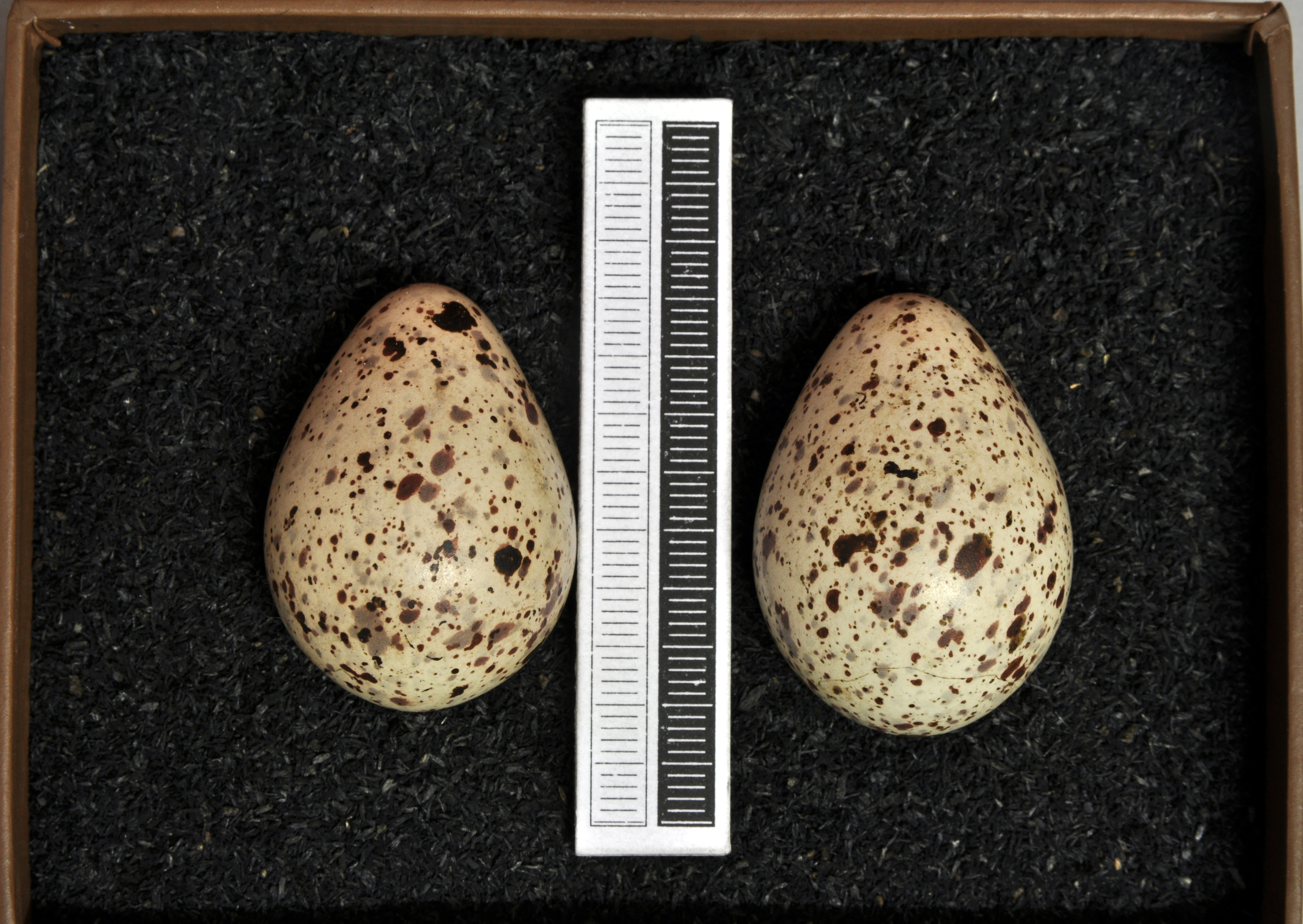
Gelege, Sammlung Museum Wiesbaden

Anders als die meisten Regenpfeiferartigen brütet er nicht direkt am Boden, sondern besetzt meist alte Drosselnester. Genutzt werden aber auch die Nester von Ringeltauben, Krähen, Eichelhähern und Eichhörnchen. Sehr selten brütet er auch auf oder nahe dem Boden oder in Baumhöhlen. Der Legebeginn ist in Mitteleuropa ab Mitte/Ende April, in Skandinavien dagegen meist im Mai und weiter im Norden sogar oft erst im Juni. Das Gelege umfasst drei bis vier Eier. Diese sind kreiselförmig mit einer grünlichen bis gelben Grundfarbe. Das Legeintervall beträgt ein bis maximal zwei Tage, die Brutdauer beträgt 22 bis 24 Tage. An der Bebrütung sind beide Elternvögel beteiligt, wobei das Männchen ausschließlich nachts brütet. Der Schlupf der Jungvögel erfolgt ungewöhnlich schnell und ist meist nach 30 bis 180 Minuten abgeschlossen. Die Eischalen werden von den Elternvögel sofort abtransportiert.
Die Jungvögel können die Nester bereits eine Stunde nach dem Schlupf verlassen, in der Regel erfolgt dies aber erst am nächsten Tag. Die Jungvögel werden dabei von den Elternvögel zum Sprung gelockt. Die Führungszeit beträgt etwa 26 bis 28 Tage.

## Bestand

### Bestandsentwicklung und aktueller Bestand
Bis in die 1950er Jahre brütete der Waldwasserläufer fast ausschließlich östlich der Oder. Seitdem hat es eine deutliche Änderung der Bestandssituation in Mitteleuropa gegeben. Während es in Polen einen deutlichen Rückgang der Bestände gab, kommt es seit den 1960er Jahren zu einer Arealausweitung und einer Bestandszunahme im Norden und Osten Deutschlands. Brutpaare wurden zuerst in Mecklenburg-Vorpommern, Niedersachsen und dem Süden Schleswig-Holsteins beobachtet. Seit den 1970er Jahren ist der Waldwasserläufer auch Brutvogel in Brandenburg, Sachsen und Sachsen-Anhalt. In Österreich gibt es seit den 1980er Jahren Brutzeitbeobachtungen. In Dänemark wurde der Waldwasserläufer erstmals 1956 beobachtet, Mitte der 1990er Jahre betrug die Brutpaarzahl fünfzig bis sechzig Brutpaare. In Finnland hat der Waldwasserläufer sein Brutareal nach Norden ausgedehnt und brütet jetzt unter anderem in Lappland, in Russland ist er auch Brutvogel auf der Kola-Insel.
Zu Beginn des 21. Jahrhunderts wird der europäische Brutbestand auf 330.000 bis 800.000 Brutpaare geschätzt. Zu den europäischen Ländern mit mehr als 10.000 Brutpaaren zählen Russland (europäischer Teil, 200.000 bis 600.000 Brutpaare), Belarus, Estland, Finnland (70.000 bis 100.000 Brutpaare), Lettland und Norwegen. In Mitteleuropa brüten etwa 5.700 bis 11.000 Brutpaare. Trotz der Bestandsrückgänge weist Polen mit 5.000 bis 10.000 Brutpaaren den größten mitteleuropäischen Bestand auf. In Deutschland brüten zwischen 650 und 1.050 Brutpaare.

### Bestandsprognosen
Der Waldwasserläufer gilt wie viele Schnepfenvögel als eine der Arten, die vom Klimawandel besonders betroffen sein wird. Ein Forschungsteam, das im Auftrag der britischen Umweltbehörde und der Royal Society for the Protection of Birds die zukünftige Verbreitungsentwicklung von europäischen Brutvögeln auf Basis von Klimamodellen untersuchte, geht davon aus, dass bis zum Ende des 21. Jahrhunderts das Verbreitungsgebiet des Waldwasserläufers erheblich schrumpfen und sich nach Norden verschieben wird. Die Verbreitungsgebiete südlich des 60. Breitengrades werden für diese Art keine geeigneten Lebensräume mehr bieten. Nach dieser Prognose wird der Waldwasserläufer als Brutvogel Mitteleuropas verschwinden. Neue potentielle Verbreitungsgebiete entstehen an den arktischen Küsten von Norwegen und Russland, im Süden von Nowaja Semlja und auf Spitzbergen. Diese Arealgewinne können jedoch die Arealverluste weiter im Süden nicht ausgleichen.

## Belege